# ショーン・ドノバン
ショーン・ドノバン（Shaun Donovan, 1966年1月28日 – ）は、アメリカ合衆国の官僚・政治家。バラク・オバマ政権1期目と2期目で15代目アメリカ合衆国住宅都市開発長官を務めた。

## 出生・経歴
1966年1月28日にニューヨーク州ニューヨークに誕生し、ハーバード大学卒業後にケネディ行政学大学院で行政学・ハーバード建築大学院で建築学を学んだ。
ビル・クリントン政権のアメリカ合衆国住宅都市開発省で集合住宅を管轄する副次官補を務めた後、住宅金融会社を経て2004年にニューヨーク市住宅保全開発局長に就任した。
2008年アメリカ合衆国大統領選挙運動期間中にドノバンはニューヨーク州知事の許可を得てバラク・オバマの選挙運動員として働いた。
2008年12月13日にバラク・オバマがラジオ演説で次期政権のアメリカ合衆国住宅都市開発長官に指名した。低所得者向け住宅金融のサブプライムローン問題がリーマン・ショックの引き金となり、住宅問題がアメリカ経済と国民生活が直面する当面の重要課題となっており、アメリカ合衆国住宅都市開発長官の指名は即戦力としての抜擢である。2009年1月22日にドノバンはアメリカ合衆国上院で承認を受け、正式に15代目アメリカ合衆国住宅都市開発長官に就任した。

## その後
2014年7月28日にアメリカ合衆国行政管理予算局局長に就任した。